# Baumgarten (baltisches Adelsgeschlecht)

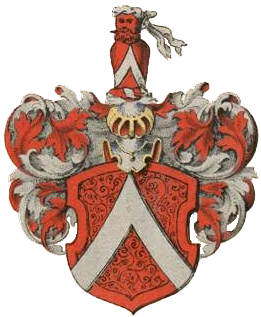
Wappen derer von Baumgarten im Baltischen Wappenbuch

Baumgarten ist der Name eines estländischen Adelsgeschlechts. Die Familie ist von mehreren gleichnamigen, mutmaßlich verwandten und nicht verwandten Geschlechtern zu unterscheiden und besteht gegenwärtig fort.

## Geschichte
Die Stammlinie des Geschlechts beginnt  mit Peter Bohmgart, der um 1630 als Kaufmann in Kalmar erscheint.
Sein älterer Sohn Hans Baumgart († 1691) war ebenfalls Kaufmann und Ratsherr in Kalmar. Dessen Sohn Niels von Baumgarten (1674–1724) wurde am 10. Dezember 1719 in den schwedischen Adelsstand erhoben und 1719 bei der Adelsklasse der schwedischen Ritterschaft introduziert (Nr. 1463). Der 2. Sohn, Bruder des vorgenannten, Hans (1675–1735) hat am 4. Juli 1719 als Adlerbaum eine Hebung in den schwedischen Adelstand erfahren und wurde 1720 bei der Adelsklasse der schwedischen Ritterschaft introduziert (Nr. 1635). Der Neffe der zuvor genannten Brüder, der schwedische Kapitän Fredrik Gustav von Baumgarten (1723–1791) wurde am 8. Juli 1787 in Wien in den Reichsadelsstand erhoben. Die von ihm gestiftete Familie besteht gegenwärtig in Schweden fort.
Der schwedische Kapitän Joachim Baumgarten (1632–1680),  jüngerer Sohn des obengenannten Stammvaters machte sich in  Estland sesshaft und wurde Pfandherr auf Soinitz im Kreis Hapsal sowie Amtmann und Verwalter von Kolk, Kida, Könda und Neuenhof im Kreis Reval. Für mehrere seiner Deszendenten erfolgten 1818, 1821 und 1845 Immatrikulationen bei der estländischen Ritterschaft. Weiterhin konnten sich jeweils Angehörige in die Adelsgeschlechtsbücher der Gouvernements Witebsk (1846), Kasan (1852), St. Petersburg (1870), St. Petersburg (1870) und Moskau (1908). Ebenfalls sind 1861 (durch Senatsukas Nr. 1458), 1870 (durch Senatsukas Nr. 8180) und 1908 (durch Senatsukas Nr. 539) russische Adelsbestätigungen an einzelnen Glieder der Familie ergangen.

## Gutsbesitz
In Estland besaß die Familie Hoerdel (1819–1831 pfandweise), Jotma (1805–1816), Fegefeuer (1837–1842), Kütke (1775–1807), Linnapäh (1860–1919), Tannenhof (1855–1860), Schloss Borkholm und Pöddrang (1803–1835 pfandweise), Rohküll (1816–1857), Sonorm (1795–1914), Reggafer (1860–1893), Soinitz (1674–1807), Unniküll (1802–1833), Fonal (1805–1837) und Wechmuth (1818–1840). In Livland waren es Kokenkau (1770), Kerro (1785–1788) und Lubar mit Gresten (1816–1820 pfandweise).

## Wappen

Wappen derer von dem Bongart

Das Wappen ist, ohne Nachweis eines Zusammenhangs, mit dem der uradligen, jülischen-niederrheinischen von dem Bongart identisch.
In Rot einen silbernen Sparren. Auf dem Helm mit rot-silbernen Helmdecken ein mit dem Sparren belegter armloser roter Mannesrumpf, dessen Haupt mit einem roten Band umwunden ist.

## Angehörige
- Karl von Baumgarten (1768–1831), russischer Generalmajor, Gouverneur von Kostroma[6]
- Johann von Baumgarten (1782–1846), russischer Generalmajor
- Nikolai von Baumgarten (1809–1886), russischer General der Kavallerie[7]
- Apollon von Baumgarten (1812–1865), russischer Generalmajor
- Alexander von Baumgarten (1815–1883), russischer General der Infanterie
- Eugen von Baumgarten (1817–1880), russischer Generalleutnant
- Ferdinand von Baumgarten (1818–1905), russischer Generalmajor
- Konstantin von Baumgarten (1819–1902), russischer General der Kavallerie
- Paul von Baumgarten (1820–1873), russischer Generalmajor
- Alexander von Baumgarten (1843–1901), russischer Generalleutnant
- Louis von Baumgarten (1853–1931), russischer General der Kavallerie[8]